# Beat Fäh
Beat Fäh (* 3. April 1952 in Zürich) ist ein Schweizer Regisseur, Schauspieler und Autor.
Fäh studierte von 1974 bis 1977 an der Schauspielakademie Zürich. Nach Engagements als Schauspieler in Marburg, am Theater am Neumarkt Zürich und am Stadttheater Bern arbeitete er ab 1984 als freier Regisseur u. a. an der Münchner Schauburg, in Esslingen, Nürnberg, Basel, Ulm, Bonn und Stuttgart. Von 1992 bis 1994 war er leitender Regisseur der Städtischen Bühnen Freiburg. Danach setzte er seine Tätigkeit als freier Regisseur u. a. in Bonn, Freiburg, Mainz, Basel, Zürich, Potsdam und München fort. Er unterrichtet an der Otto-Falckenberg-Schule München, der Folkwang-Hochschule Essen und der Zürcher Hochschule der Künste.
1982 debütierte Fäh als Regisseur mit dem Kinderstück Max am Stadttheater Bern, wo er bis 1987 jährlich ein Kinderstück inszenierte. 1984 brachte er Max an der Münchner Schauburg heraus; ab 1988 arbeitete er mehrfach am Theater Spilkischte in Basel.
1991 führte er Regie bei der Aufführung von Chris Weinheimers Oper Othello am Stadttheater Ulm, 1996 bei der Aufführung von Violetta Dinescus Oper Erendira am Staatstheater Stuttgart. Während seiner Zeit in Freiburg brachte er unter anderem den Urfaust, Amphitryon, Cymbeline und Raub der Sabinerinnen auf die Bühne.
Seit 1995 arbeitet Fäh mit der Jazzgruppe Post no Bills (Chris Weinheimer, Ole Schmidt, Carl Ludwig Hübsch und Sebastian Gramss) zusammen. Sie realisierten 1995 am Schauspiel Bonn eine Aufführung von Shakespeares Wintermärchen, 1996 die Musikperformance Blauzone und 1997 am Staatstheater Mainz Wie es euch gefällt von Shakespeare in Zusammenarbeit mit der Choreografin Vivienne Newport.
1999 arbeitete er erstmals mit John von Düffel in dem Stück Rinderwahnsinn (Musik von Carl Ludwig Hübsch) am Schauspiel Bonn zusammen. 2003 führte er Regie bei der Uraufführung von Düffels Stück Kur-Guerilla am Staatstheater Wiesbaden. Als weitere Stücke mit Musik von Hübsch inszenierte er Othello Therapie (2001, mit von Düffel), Drei Mal Leben (2002, mit Monika Kroll), Antilopen (2002), One Minute (2004) und Gott des Gemetzels (2007 am Staatsschauspiel Dresden). Im Jahr 2010 wurde ihm die Regie für das Welttheater 2013 in Einsiedeln anvertraut.